# 수원고읍성
수원고읍성(水原古邑城)은 대한민국 경기도 화성시 안녕동에 있는 고려시대의 고읍성이다. 1986년 9월 7일 경기도의 기념물 제93호로 지정되었다.
처음에 수원읍성(水原邑城)으로 많이 알려졌으나 세월이 지나면서 방치되다 보니 수원고읍성으로 점점 버려진 건축물이 되어가고 있다.

## 개요
경기도 기념물 제93호. 높이 약 2.5m, 너비 약 2∼2.8m의 축성 자취가 남아 있다. 고려시대부터 조선시대 초기까지 수원지역의 행정 중심지가 있던 곳으로 현재 약 540m 가량이 남아 있으나 원래의 길이는 약 1.2km 정도였을 것으로 추정되고 있다.
현재 이 지역에는 사도세자(思悼世子)와 혜경궁 홍씨의 능인 융릉(隆陵), 정조와 그 왕비의 능인 건릉(健陵)이 자리하고 있다. 이 유적에 대한 가장 오랜 기록인 『세종실록지리지(世宗實錄地理志)』에 의하면, 이 읍성이 세종 때에도 사용되었으며 둘레는 270보(약 1.2km)이고, 성 안에는 두 개의 우물이 있었다고 한다.
그러나 『신증동국여지승람(新增東國輿地勝覽)』에는 읍성이 퇴락되었다고 적혀 있어 사용되지 않고 있음을 알 수 있다. 그뒤 1789년(정조 13)에 양주 배봉산에 있던 사도세자의 능을 이곳 현륭원(顯隆園: 지금의 융릉)으로 옮기면서 그 보호구역을 축조하는 과정에서 옛 터가 상당수 유실되었을 것으로 추정되고 있다.
실제로 현존하는 성터에서 고려시대의 자취는 융릉의 북쪽 산 정상부에 남은 성벽의 일부로, 이곳에서는 다량의 고려시대 기왓조각이 발견되고 있다.
따라서 수원고읍성은 이곳 북편의 정상부에서 좌우로 능선을 따라 내려오다가 능선이 끝나는 지점에서 서로 좌우를 연결하는 장방형의 성이었으나, 인구의 증가 및 협소한 공간 등의 이유로 성 안의 치소(治所)들이 새로운 곳으로 옮겨가자, 성은 자연히 황폐하여지고 수백년 후에는 현륭원의 축조공사로 그나마 잔존하던 옛 성의 자취들이 유실되었다고 본다.

## 내용
읍성이란 군이나 현의 주민을 보호하고, 군사적·행정적인 기능을 함께하는 성을 말한다.
고려 때 수원에 읍성으로 쌓았으며, 조선 정조 13년(1789)에 사도세자의 무덤을 이곳으로 옮기면서 새로운 읍성을 쌓을 때까지 사용되었던 곳이다.
본래 낮은 산능성을 이용하여 계곡 아래의 평지까지 에워 싼 형태였으나, 성터의 대부분이 무너지고 남아 있는 부분은 길이가 540m 안팎이다. 흙을 다져 쌓은 것으로 보이는 성벽은 윗부분이 2∼2.5m이고 높이는 4∼5m이며, 동문터와 서문터로 추정되는 부분도 있다. 옛 기록에 의하면 성의 둘레가 1200m쯤 되며 성안에는 2곳의 우물이 있었다고 하는데, 현재의 성벽을 자연지형에 따라 복원하여 보면 3,500m쯤 되어 큰 차이가 난다.
결국 이 성은 고려시대에 만들어져 조선시대까지 읍성의 기능을 하다가 행정조직상의 정비와 무덤의 이장에 따라 너무 좁아지자 사용이 중단된 것으로 보인다.}}

## 같이 보기
- 수원 화성
- 혜경궁 홍씨
- 정조
- 융릉
- 건릉
- 현륭원